# Persone di cognome Lopez
| Questa pagina contiene informazioni ricavate automaticamente dalle voci biografiche con l'ausilio del template Bio e di un bot. L'aggiornamento è periodico e automatico e ricostruisce completamente la pagina. Se manca una persona in questa lista, sei pregato di non aggiungerla, ma accertati piuttosto che la sua voce biografica contenga il template Bio e che i dati anagrafici siano correttamente compilati. Se il template Bio manca, inseriscilo tu stesso o, in alternativa, metti l'avviso {{tmp\|Bio}} che ne segnala la mancanza. Se i dati riportati sono sbagliati, correggi direttamente la voce biografica; le modifiche saranno visibili in questa lista entro pochi giorni. Per chiarimenti vedi il progetto biografie. La lista contiene solo le 46 persone che sono citate nell'enciclopedia e per le quali è stato implementato correttamente il template Bio. Pagina aggiornata al 3 nov 2022. |

Questa è una lista di persone presenti nell'enciclopedia che hanno il cognome Lopez, suddivise per attività principale.

## Allenatori di calcio(2)
- Fabio Lopez, allenatore di calcio e ex calciatore italiano (Roma, n.1973)
- Giovanni Lopez, allenatore di calcio e ex calciatore italiano (Roma, n.1967)

## Allenatori di football americano(1)
- Clayton Lopez, allenatore di football americano statunitense (Los Angeles, n.1970)

## Architetti(1)
- Raymond Lopez, architetto e urbanista francese (Montrouge, n.1904 - Parigi, † 1966)

## Astronomi(1)
- Jean-Marie Lopez, astronomo francese

## Attori(7)
- Charlotte Ayanna, attrice statunitense (San Juan, n.1976)
- George Lopez, attore, regista e produttore cinematografico statunitense (Los Angeles, n.1961)
- Giorgio Lopez, attore, doppiatore e regista teatrale italiano (Napoli, n.1947 - Roma, † 2021)
- Massimo Lopez, attore, comico e doppiatore italiano (Ascoli Piceno, n.1952)
- Perry Lopez, attore statunitense (Los Angeles, n.1929 - New York, † 2008)
- Priscilla Lopez, attrice, ballerina e cantante statunitense (New York, n.1948)
- Sylvia Lopez, attrice e modella francese (Vienna, n.1933 - Roma, † 1959)

## Attori pornografici(1)
- Alina Lopez, attrice pornografica statunitense (Seattle, n.1995)

## Batteristi(2)
- Martin Lopez, batterista svedese (Stoccolma, n.1978)
- Vini Lopez, batterista statunitense (Neptune, n.1949)

## Calciatori(4)
- Totò Lopez, ex calciatore italiano (Bari, n.1952)
- Christian Lopez, ex calciatore francese (ʿAyn Temūshent, n.1953)
- Maxime Lopez, calciatore francese (Marsiglia, n.1997)
- Mikey Lopez, calciatore statunitense (Dallas, n.1993)

## Cantanti(3)
- Eva Lopez, cantante e cantautrice francese (Avignone)
- Patrizia Lopez, cantante statunitense (Los Angeles)
- Trini Lopez, cantante, chitarrista e attore statunitense (Dallas, n.1937 - Palm Springs, † 2020)

## Cestisti(2)
- Brook Lopez, cestista statunitense (North Hollywood, n.1988)
- Robin Lopez, cestista statunitense (North Hollywood, n.1988)

## Compositori(2)
- Francis Lopez, compositore francese (Montbéliard, n.1916 - Parigi, † 1995)
- Luigi Lopez, compositore, musicista e cantante italiano (Roma, n.1947)

## Doppiatori(1)
- Gabriele Lopez, doppiatore e cantautore italiano (Roma, n.1978)

## Drammaturghi(2)
- Matthew Lopez, drammaturgo e sceneggiatore statunitense (Panama City, n.1977)
- Sabatino Lopez, drammaturgo, critico letterario e scrittore italiano (Livorno, n.1867 - Milano, † 1951)

## Giocatori di biliardo(1)
- Daniel López, giocatore di biliardo argentino (Pergamino, n.1966)

## Giocatori di football americano(1)
- Roy Lopez, giocatore di football americano statunitense (Tempe, n.1997)

## Giornalisti(1)
- Lynda Lopez, giornalista statunitense (Bronx, n.1971)

## Illustratori(1)
- Antonio Lopez, illustratore statunitense (Utuado, n.1943 - Los Angeles, † 1987)

## Modelli(1)
- Sessilee Lopez, modella statunitense (Filadelfia, n.1987)

## Musicisti(1)
- Robert Lopez, musicista e compositore statunitense (New York, n.1975)

## Politici(1)
- Gennaro Lopez, politico e accademico italiano (Bari, n.1943)

## Psicoanalisti(1)
- Davide Lopez, psicoanalista e aforista italiano (Bari, n.1925 - Vicenza, † 2010)

## Rugbisti a 15(1)
- Camille Lopez, rugbista a 15 francese (Oloron-Sainte-Marie, n.1989)

## Schermidori(1)
- Nicolas Lopez, schermidore francese (Tarbes, n.1980)

## Sciatori alpini(2)
- Théo Lopez, sciatore alpino francese (n.2000)
- Virginie Lopez, ex sciatrice alpina francese

## Scrittori(1)
- Michele Lopez, scrittore, numismatico e antichista italiano (Parma, n.1795 - Parma, † 1879)

## Storici(1)
- Roberto Sabatino Lopez, storico italiano (Genova, n.1910 - New Haven, † 1986)

## Surfisti(1)
- Gerry Lopez, surfista e attore statunitense (Honolulu, n.1948)

## Velocisti(1)
- Brayan Lopez, velocista italiano (San Juan de la Maguana, n.1997)

## Wrestler(1)
- Seth Rollins, wrestler statunitense (Buffalo, n.1986)